# Kotingor
Kotingor (Cotingidae) är en stor familj med tättingar som återfinns i Centralamerika och i de tropiska delarna av Sydamerika.

## Beskrivning
Kotingor återfinns i skogsbiotoper, de livnär sig främst på frukt eller frukt och insekter. Förhållandevis lite är känt om denna mångskiftande grupp med fåglar. Alla arter har dock en bred näbb med nedåtböjd spets, rundade vingar och starka ben. 
Hanarna bland flertalet arter har starkt färgade fjäderdräkter, som exempelvis hos släktet Rupicola, och är dekorerade med tofsar och fjäderplymer, som hos parasollfåglarna i släktet Cephalopterus. Vissa arter, som klockkotingorna i Procnias eller larmpihan (Lipaugus vociferans), har distinkta och vittljudande läten. Hos merparten av arterna har honan dovare fjäderdräkt.
Flertalet av arterna är polygyna, och endast honan ruvar äggen och tar hand om ungarna. Både de starkt färgade fjäderdräkterna och de vittljudande lätena är ett resultat av sexuellt urval. Många uppvisar slående parningsspel med olika former av uppvisningar, ofta samlade i grupper på specifika lekar. Hos släkten som återfinns ibland trädkronorna som bärkotingorna i Carpodectes samt arterna i Cotinga och Xipholena, samlas hanarna för sådana parningsspel, högt uppe i en trädtopp eller i angräsnande trädkronor, medan andra arter genomför parningsspelen på marken.
Det finns också arter som uppvisar helt andra parbildningar, som exempelvis purpurstrupig fruktkråka (Querula purpurata) som lever i polygynandriska grupper där en hona lägger ett ägg och där ungen sedan tas om hand av alla i gruppen.
Deras bon skiljer sig mycket åt. Många arter lägger sitt enda ägg i ett bo som är så rudimentärt att man kan se ägget genom bottnen på boet. Fruktätarna i Pipreola bygger mer solida skålformiga bon medan klippfåglarna (Rupicola) placerar sina bon, byggda av lera, på klippor.

## Systematik
Familjens omfattning har på sistone genomgått smärre förändringar när vissa arter lyfts ut till andra nyskapade eller redan existerande familjer. Följande lista med underfamiljer följer Berv & Prum 2014, släktes- och artantal AviList:
- Underfamilj Pipreolinae
  - Släkte Ampelioides – fjällig fruktätare
  - Släkte Pipreola – 11 arter fruktätare
- Underfamilj Rupicolinae
  - Släkte Carpornis – 2 arter bärkotingor
  - Släkte Snowornis – 2 arter
  - Släkte Phoenicircus – 2 arter rödkotingor
  - Släkte Rupicola – 2 arter klippfåglar
- Underfamilj Phytotominae
  - Släkte Zaratornis – vitkindad kotinga
  - Släkte Phibalura – svalstjärtad kotinga
  - Släkte Phytotoma – 3 arter växtmejare, tidigare i en egen familj
  - Släkte Doliornis – 2 arter
  - Släkte Ampelion – 2 arter tofskotingor
- Underfamilj Cephalopterinae
  - Släkte Haematoderus – röd fruktkråka
  - Släkte Querula – purpurstrupig fruktkråka
  - Släkte Pyroderus – orangebröstad fruktkråka
  - Släkte Perissocephalus – kapucinfågel
  - Släkte Cephalopterus – 3 arter parasollfåglar
- Underfamilj Cotinginae
  - Släkte Porphyrolaema – purpurhalsad kotinga
  - Släkte Gymnoderus – barhalsad kotinga
  - Släkte Conioptilon – svartmaskad kotinga
  - Släkte Xipholena – 3 arter
  - Släkte Carpodectes – 3 arter
  - Släkte Cotinga – 7 arter
  - Släkte Procnias – 4 arter klockkotingor
  - Släkte Lipaugus – 9 arter pihor, inklusive Tijuca

## Arter som tidigare placerades i familjen
- Sorgfåglarna i Laniocera och Laniisoma samt purpurtofsarna i Iodopleura förs numera till familjen tityror (Tityridae)
- Vassnäbben (Oxyruncus) är troligen nära släkt med krontyrannerna och myjoberna, båda grupperna tidigare tyranner, och förs till den egna familjen Oxyruncidae.